# 부바카르 사노고
부바카르 사노고(프랑스어: Boubacar Sanogo, 1982년 12월 17일 ~ )는 코트디부아르의 전 축구 선수로, 현역 시절 포지션은 공격수였다.
사노고는 튀니지에서 선수 생활을 시작하였다. 2002년 UAE 1부 리그의 알아인 FC로 이적하였으며, 아랍에미리트 리그에서 골잡이로 이름을 날리며 팀의 AFC 챔피언스리그 우승에도 공헌하였다. 아랍에미리트에서 활약한 그는, 2005-06 시즌 독일 분데스리가의 1. FC 카이저슬라우테른으로 이적하였다. 사노고는 이 시즌에 24경기에 나서 10골을 넣었고, 독일의 강팀들은 그의 이 같은 활약을 주목하였다.
2006년 여름 함부르거 SV로 이적했으며, 2007-08 시즌 후에 SV 베르더 브레멘으로 이적하였다. 이적 첫 시즌인 2007-08 시즌에는 21경기에서 9골을 넣는 양호한 활약을 펼쳤으나, 2008-09 시즌에는 팀의 새 선수 클라우디오 피사로에게 포지션을 넘겨주고 대부분 교체 출장으로 시간을 보냈다.
2009년 겨울, 팀의 중심 선수 베다드 이비셰비치가 부상으로 전력에서 이탈한 TSG 1899 호펜하임에 임대되었으나, 14경기에서 1골에 그쳤고, 2009년 여름 프랑스의 AS 생테티엔과 3년 계약을 맺었다.